# La Plage des Six Pompes
Pour les articles homonymes, voir Plage (homonymie).

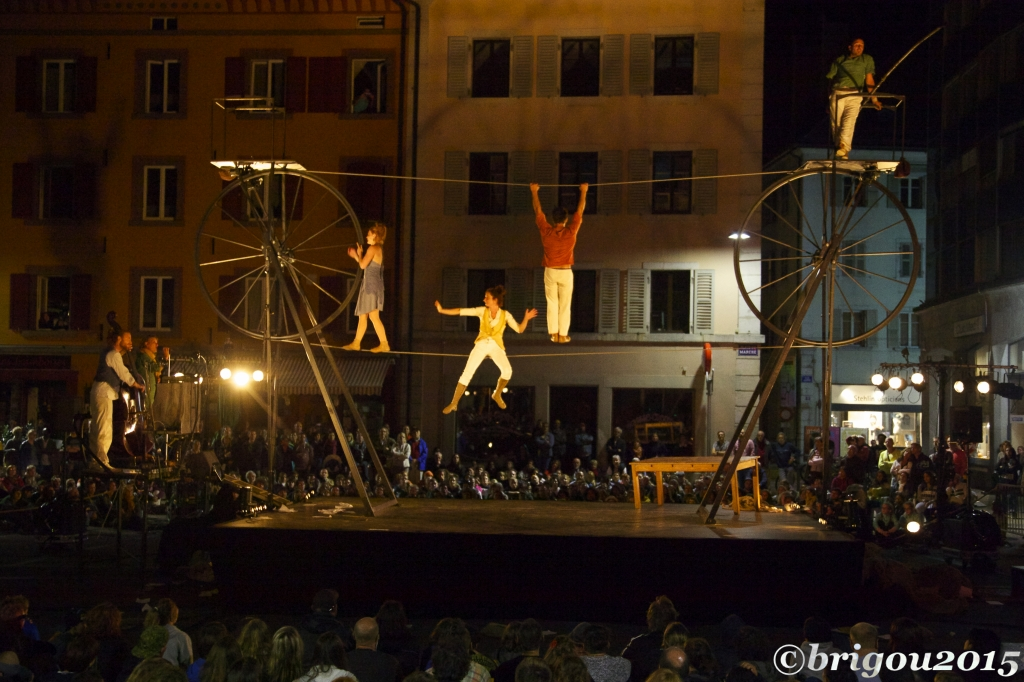
Sodade - cie Cirque Rouage à la Plage des Six Pompes en 2015 - crédit photo : Brigou

La Plage des Six Pompes, également appelé La Plage, est un festival international des arts de la rue qui se déroule chaque année durant la première semaine du mois d'août dans la ville de La Chaux-de-Fonds en Suisse depuis 1993. Le festival accueille des compagnies professionnelles de toutes disciplines (acrobates, comédiens, danseurs, jongleurs, musiciens...) et de toutes nationalités. Les représentations se déroulent en plein air sur des scènes de taille variable situées dans différents endroits de la ville.

## Historique
La première édition du festival a lieu en 1993 sous le nom de « La Plage du Marché ». La vision des organisateurs de l'époque est d'offrir « une animation culturelle et gratuite durant l’été, à l’attention des habitants de la ville qui n’ont pas la possibilité de partir en vacances, soit amener la plage à celles et ceux qui ne peuvent s’y rendre ».

## Localisation
Le centre historique du festival se trouve sur la Promenade des Six Pompes à La Chaux-de-Fonds, entre la Rue de la Ronde et la Rue du Collège (fermée partiellement durant cet événement). À l'est de la Promenade des Six Pompes se situe la scène unique des premières années du festival : Les Marronniers. Au fil des années, le festival a pris de l'ampleur et son centre s'étend actuellement (2016) entre la Place des Forains et la Place du Marché, en passant par la Place du Bois.
Cependant, certains spectacles peuvent se dérouler en dehors de la zone principale du festival. Dans ce cas, les spectacles se jouent sur des scènes mobiles nécessitant peu d'infrastructure technique. « Ce sont les spectacles déambulatoires qui se prêtent le plus à l'extension des scènes en dehors du centre du festival. » Par conséquent, le festival a également la vocation de mettre en évidence le patrimoine urbain de la ville de La Chaux-de-Fonds, inscrite sur la liste du patrimoine mondial l'UNESCO depuis 2009 pour son urbanisme horloger bien particulier.

## Taille
En 2015, le festival réunit environ 100 000 spectateurs sur les sept jours et engage près de 450 collaborateurs bénévoles. Avec plus de 50 compagnies professionnelles invitées et plus de 200 représentations réparties sur la semaine, l'événement confirme son statut de plus grand festival des arts de la rue de Suisse,et d'un des cinq plus importants d'Europe.